# Șendriceni
Șendriceni è un comune della Romania di 4 423 abitanti, ubicato nel distretto di Botoșani, nella regione storica della Moldavia.
Il comune è formato dall'unione di 3 villaggi: Horlăceni, Pădureni, Șendriceni.